# Castelnovo Bariano
Castelnovo Bariano est une commune italienne de la province de Rovigo, dans la région Vénétie.

## Administration
| Période                                  | Période | Identité | Étiquette | Qualité |
| ---------------------------------------- | ------- | -------- | --------- | ------- |
|                                          |         |          |           |         |
| Les données manquantes sont à compléter. |         |          |           |         |

### Hameaux
Bariano, Bosco, Ca'Rossa, Canaletta, Case Arella, Case Baldelli, Case Chiavichino, Case Gobbi, Osteria, Palazzi Vallicelli, San Pietro Polesine, Sardagnola, Torricella

### Communes limitrophes
Bergantino, Carbonara di Po, Castelmassa, Ceneselli, Giacciano con Baruchella, Legnago, Sermide, Villa Bartolomea